# Porifera
Éponges, Spongiaires
Pour les articles homonymes, voir Éponge (homonymie).
Embranchement
Les éponges ou spongiaires (Porifera) sont des animaux formant l'embranchement basal frère des eumétazoaires. Elles sont définies comme des métazoaires sessiles à l'âge adulte. Elles possèdent un système aquifère permettant la circulation (unidirectionnelle) de l'eau. Il est composé de chambres choanocytaires reliées entre elles et au milieu extérieur par des pores inhalants (ostium) et un pore exhalant (oscule). Ces chambres sont tapissées de choanocytes, qui sont des cellules flagellées caractéristiques des éponges. Les éponges possèdent deux couches de cellules : le pinacoderme qui se situe à l'extérieur et le choanoderme qui se situe à l'intérieur. Entre ces deux couches, des cellules mobiles se déplacent dans la mésohyle, matrice extracellulaire composée de collagène. Elles ne possèdent pas de véritable système nerveux, de système excrétoire ou de muscles.
Dans l'histoire de la biologie, elles ont longtemps été considérées comme des végétaux. L'aire de répartition des éponges est très large, car elles ont colonisé les eaux marines, douces et saumâtres, de faibles profondeurs jusqu'à plus de 5 000 m de fond, sous tous les climats. Elles comptent parmi les tout premiers animaux coloniaux (déjà abondantes au Cryogénien), ayant une importante action dans la filtration de l'eau.
Les éponges sont exploitées par l'homme pour leur capacité à absorber les liquides. C'est le squelette des démosponges qui est utilisé comme objet pour l'hygiène, en chirurgie, pour le tannage des cuirs et la céramique. On a récemment montré qu'elles abritent une diversité exceptionnelle d'endosymbiotes microbiens ou microalgaux,.

## Étymologie
Les termes éponge et spongiaires proviennent tous les deux du latin spongia, signifiant éponge.
Le mot Porifera vient du grec ancien πόρος / póros, « passage, voie, pore », et φέρω / phérô, « porter », et du latin porus, « petit trou, pore », et ferre, « porter ».
Littéralement, le terme Porifera veut dire : « qui porte des pores ».

## Synapomorphies
Les caractéristiques propres (synapomorphies) des Porifères sont les suivantes : 
1. Présence de choanocytes ;
2. Présence d'un système aquifère ;
3. Présence de spicules.

## Description

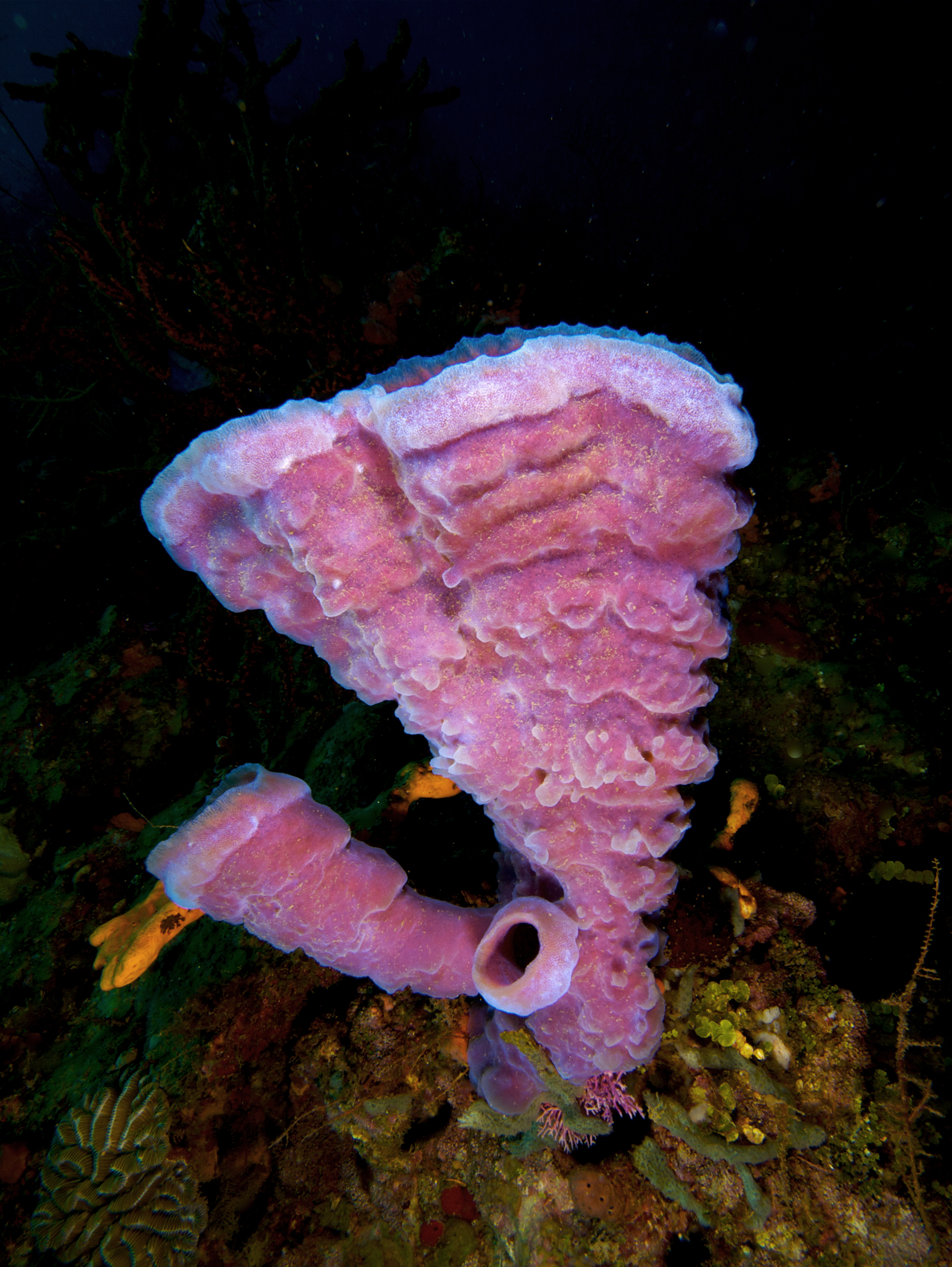
Éponge-vase ramifiée.

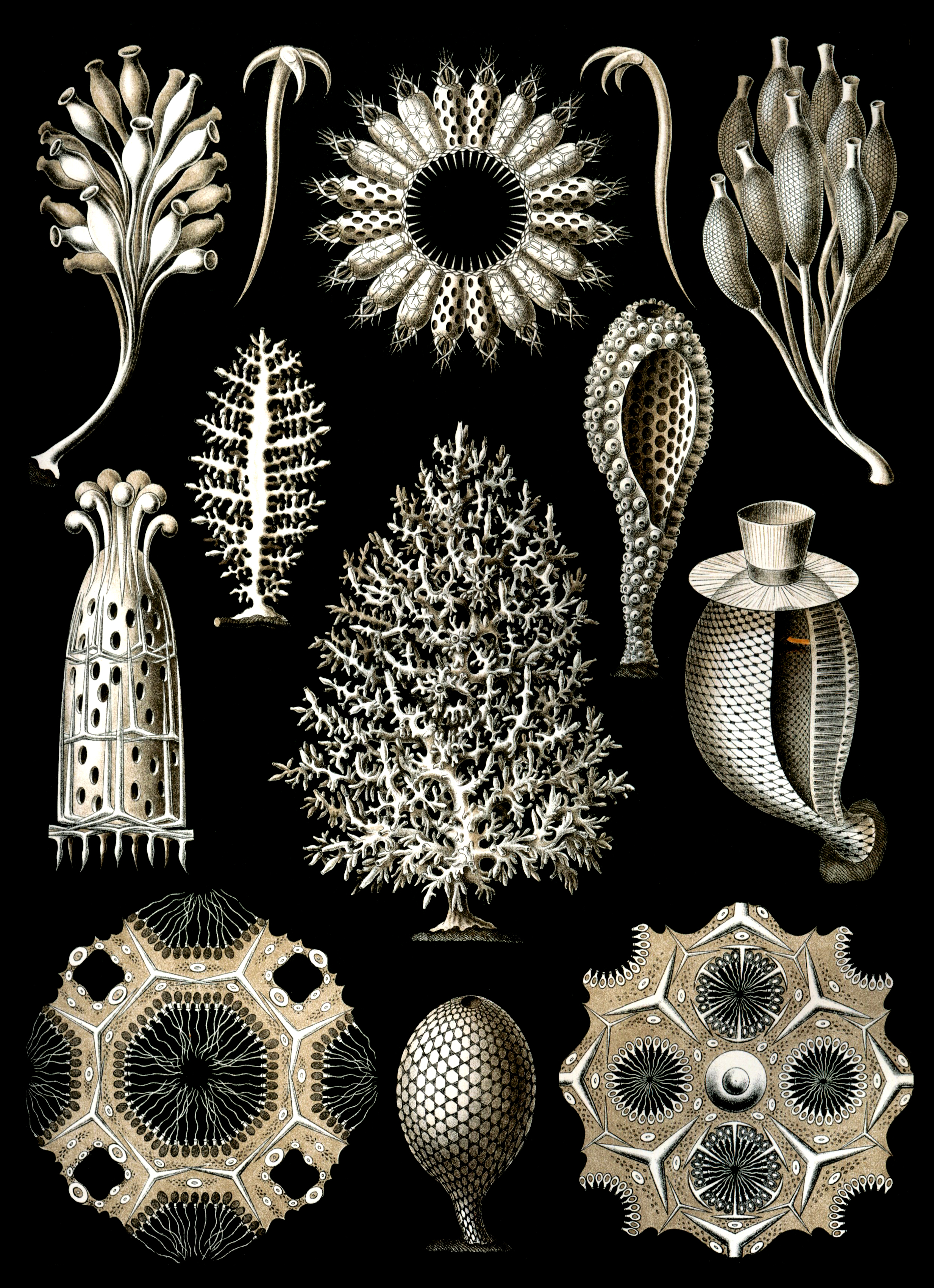
Planche d'éponges calcaires par Ernst Haeckel.

Les éponges sont des animaux généralement fixés au substrat. Elles peuvent avoir un port rampant (forme encroûtante) ou dressé (forme en coupe, en amphore, en boule ou ramifiée). Chez les espèces ramifiées, les rameaux peuvent être disposés en touffe (formation de ramification dans tous les plans de l'espace) ou sur un seul plan (forme en éventail, ex. Janthella). Les rameaux peuvent rester isolés, ou s'anastomoser (ex. : chez Clathrina).
Les éponges sont généralement colorées, mais certaines sont blanches ou grisâtres. La coloration peut être due à des pigments, mais aussi à des sels métalliques (de fer par exemple), voire à des algues ou des bactéries symbiotiques.
Les éponges forment l'organisation la plus simple. Ce sont des colonies de cellules peu différenciées, sans agencement fixe. Elles ne possèdent ni appareil génital, ni appareil respiratoire, ni appareil excréteur. Le système nerveux est très primitif et diffus,. Elles ne possèdent ni bouche, ni anus, ni d'ailleurs aucun organe différencié. En cela, elles sont homéomères, c'est-à-dire faites de parties qui ne sont pas différentes entre elles (contrairement, par exemple, aux poissons, dont les organes diffèrent entre eux).
La fonctionnalité essentielle acquise par les éponges est simple : c'est la capacité qu'ont leurs cellules de se spécialiser et de vivre en société. La capacité pour des cellules de se différencier suivant leur position dans un groupe est déjà observable chez les protozoaires, mais les éponges systématisent cette organisation, et la rendent permanente.
Les différents groupes d'éponges au sens strict se caractérisent par la nature du squelette interstitiel (spicules) que ces colonies utilisent pour acquérir une structure plus rigide : calcaire, chitine ou silice. L'avantage sélectif d'une structure rigide est dans la protection qu'elle apporte (elle est plus difficile à brouter pour un prédateur) mais aussi, pour les espèces à port dressé, dans la possibilité de se maintenir au-dessus des particules sédimentaires des fonds marins, susceptibles d'encombrer les ostia. Ce squelette minéral interne, qui apporte à l'animal une certaine fermeté, est cependant généralement souple et permet à l'éponge de s'adapter aux contraintes de l'environnement. Chez les éponges de verre, il est rigide et persiste après la mort de l'éponge, ce qui explique leur capacité de construction biorécifale.
La texture de leur surface dépend de la présence ou non de spicules sur l'animal. Une surface lisse correspond à l'absence de spicules dans la couche périphérique de l'éponge (ectoderme). Un aspect « hirsute » (hispide) est généralement dû à la présence de spicules en surface, faisant saillie. Ces spicules peuvent être dressés de façon aléatoire, ou selon une organisation qui confère à la surface un aspect géométrique ou régulier.
La consistance des éponges, leur dureté et leur résistance mécanique dépendent de la nature du squelette interne (nature, densité et disposition des spicules), mais aussi de la teneur de l'éponge en collagène ou en spongine : par exemple, seules les éponges possédant de la spongine sont élastiques. De plus, certaines éponges sont visqueuses ou collantes du fait de la production de sécrétions diverses par des cellules spécialisées.
Les dimensions des éponges sont très variables. Les éponges calcaires sont généralement de petite taille, dépassant rarement 5 cm, tandis que les démosponges ont des dimensions centimétriques à métriques, et les éponges siliceuses décimétriques à métriques. Plusieurs cas d'éponges massives — Monorhaphis chuni, Monorhaphididae — sont connus atteignant des largeurs de 3 m environ. Le record de taille serait une éponge massive appartenant probablement à la famille des Rossellidae et à la sous-famille Lanuginellinae. Ce spécimen était long de plus de 3,5 m, haut d'environ 2 m et mesurant environ 1,5 m de large, soit un volume plus important que ceux de toutes les autres éponges massives décrites jusqu'alors. Il a été découvert par hasard en 2015 à 2 117 m de profondeur au large des côtes de Hawaï par un ROV affrété par la NOAA. Évaluer l'âge d'une éponge est difficile, mais il a été estimé pour d'autres éponges massives que certaines pourraient avoir plusieurs milliers d'années (plus de 2 300 ans selon McMurray et al. en 2008),,. Le record précédent était détenu par une colonie d'éponges de l'espèce Aphrocallistes vastus (trouvée à moins de 25 m de profondeur à l'ouest du Canada, qui formait une structure de 3,4 m de large et 1,1 m de hauteur décrite par Austin et al. en 2007).

## Anatomie
Les éponges ne présentent généralement pas d'élément de symétrie, mais il y peut apparaître chez certaines espèces une symétrie axiale.
|  | Les numéros de la figure ci-contre correspondent aux structures suivantes : 1. spongocèle ou atrium 2. oscule ou pore exhalant 3. tube vibratile ou tube radiaire 4. chambre choanocytaire 5. pore inhalant ou ostiole 6. canal inhalant. Le choanoderme, constitué de choanocytes apparaît en rouge. |

### Les différents types d'organisation
L'évolution a fait en sorte qu'il est possible de reconnaître trois formes corporelles chez les porifères.
- La forme asconoïde, la plus simple des trois, ne se rencontre que chez les plus petites éponges (calcaires) et se caractérise par des pores inhalants (ou ostia) menant directement au spongocèle, lequel est tapissé de choanocytes.
- La forme syconoïde représente une évolution par rapport à la première forme, car les choanocytes ne tapissent plus le spongocèle mais plutôt une multitude de petits canaux radiaires, ou tubes vibratiles, qui ont pour avantage d'augmenter la surface de contact entre l'eau et les cellules de l'animal, permettant une plus grande absorption de nourriture.
- La forme leuconoïde est la plus complexe. Les choanocytes sont rassemblés en corbeilles vibratiles qui communiquent avec la spongocèle et les ostia au travers de canaux. Cette organisation a pour effet de ralentir le courant ce qui facilite le filtrage de la matière organique. On ne rencontre cette forme que chez les grosses éponges coloniales et siliceuses.
- Il existe également une forme dite Rhagon, caractéristique des démosponges, de forme conique, abaissée et comprenant un vaste atrium.

### La structure histologique

Structure histologique des Porifera de type asconoïde, vue en coupe.

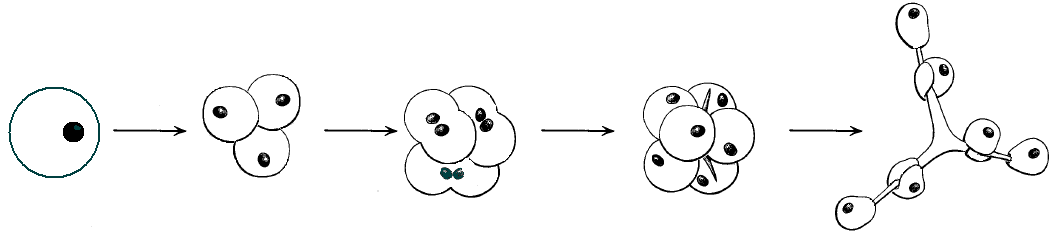
Synthèse d'un spicule calcaire triactine par des sclérocytes chez une éponge calcaire (Calcarea).

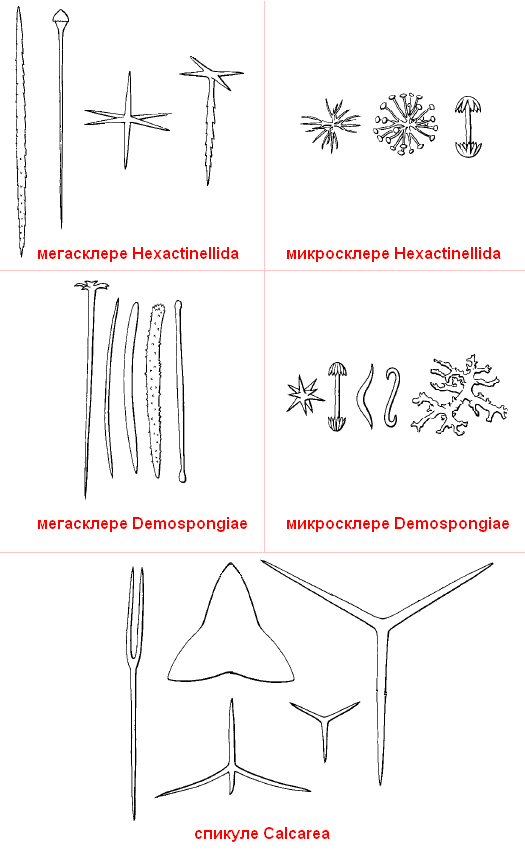
Différents types de spicules, classés selon l'appartenance systématique.

Les éponges sont constituées de deux couches de cellules :
- La couche de cellules externe ou couche dermale est appelée pinacoderme. Celui-ci est constituée de cellules épidermiques aplaties et jointives, recouvertes d'une très fine cuticule. Ces cellules, appelées les pinacocytes, forment une couche unistrate. Bien que le pinacoderme forme un revêtement continu, il ne peut pas être qualifié d'épithélium car les pinacocytes ne reposent pas sur une lame basale[17]. On parle alors d'épithélioïde. Le pinacoderme est percé de pores inhalants appelés ostia.
- La couche de cellules interne ou couche gastrale est appelée choanoderme. Il est formé de cellules à collerette appelées choanocytes, qui présentent une ressemblance troublante avec des choanoflagellés. Le flagelle des choanocytes est utilisé pour assurer une circulation d’eau dans l'éponge, assurant ainsi indirectement la capture de nourriture, l'apport en dioxygène et l'éjection des déchets. Le choanocyte a aussi un rôle direct dans la nutrition (voir le paragraphe Alimentation).

Ces deux couches cellulaires sont séparées par une couche sans réelle structure, semblable à de la gelée, la mésohyle, qui contient différents types de cellules :
- Les sclérocytes produisent de minuscules aiguilles (spicules) qui peuvent être calcaires (carbonate de calcium) ou siliceuses (silice amorphe, appelée opale). Les spongiocytes produisent des fibres entrelacées de spongine, scléroprotéine soufrée riche en iode (de 8 à 14 %), apparentée au collagène[18]. Spicules et fibres renforcent et rigidifient la structure. Les spicules sont isolés ou soudés les uns aux autres en une armature rigide nommée latis.
- Les porocytes, qui sont des cellules creuses, permettent le passage de l'eau entre l'ectoderme et l'endoderme. Dans le type asconoïde, les porocytes mettent directement en communication la cavité interne (atrium ou spongocèle) avec l’extérieur. Dans les types plus complexes (syconoïde et leuconoïde), l'eau entre par des orifices inhalants (ostia), reliés à des canaux inhalants qui desservent les pores inhalants des porocytes ; l'eau passe alors dans une corbeille vibratile tapissée de choanocytes (endoderme), puis sort dans l'atrium par un canal exhalant. La multitude de pores permet à l’eau de traverser les différents tissus cellulaires pour arriver dans l’atrium. L’eau est ainsi filtrée puis évacuée dans l'atrium puis vers l'extérieur par un orifice plus gros (l’oscule). Selon la complexité de l’éponge, celle-ci peut présenter un ou plusieurs oscules.
- Les amibocytes (ou amœbocytes) sont des cellules capables de se déplacer comme des amibes, d'où leur nom. Elles permettent de capter les débris indigestes phagocytés par les pinacocyte et les choanocyte et sont ensuite rejetés dans la cavité centrale. Elles se déplacent dans la mésoglée. Peu différenciées, ces cellules seront capables de se dédifférencier en archéocytes, cellules totipotentes, qui elles-mêmes pourront se différencier en n'importe quelle cellule spécialisée, comme en gonocytes (qui assurent la reproduction), en phagocytes (qui assurent l'alimentation), en myocytes (cellules contractiles, essentiellement présentes autour de l'oscule, servant à la contraction musculaire), etc.
- Les cellules nerveuses forment un tissu nerveux diffus et très rudimentaire. Elles relient les pinacocytes de surface avec les choanocytes.
- Les collencytes sont des cellules dont les ramifications anastomosées sécrètent la gelée polysaccharidique qui constitue la mésohyle.

## Comportement

### Alimentation

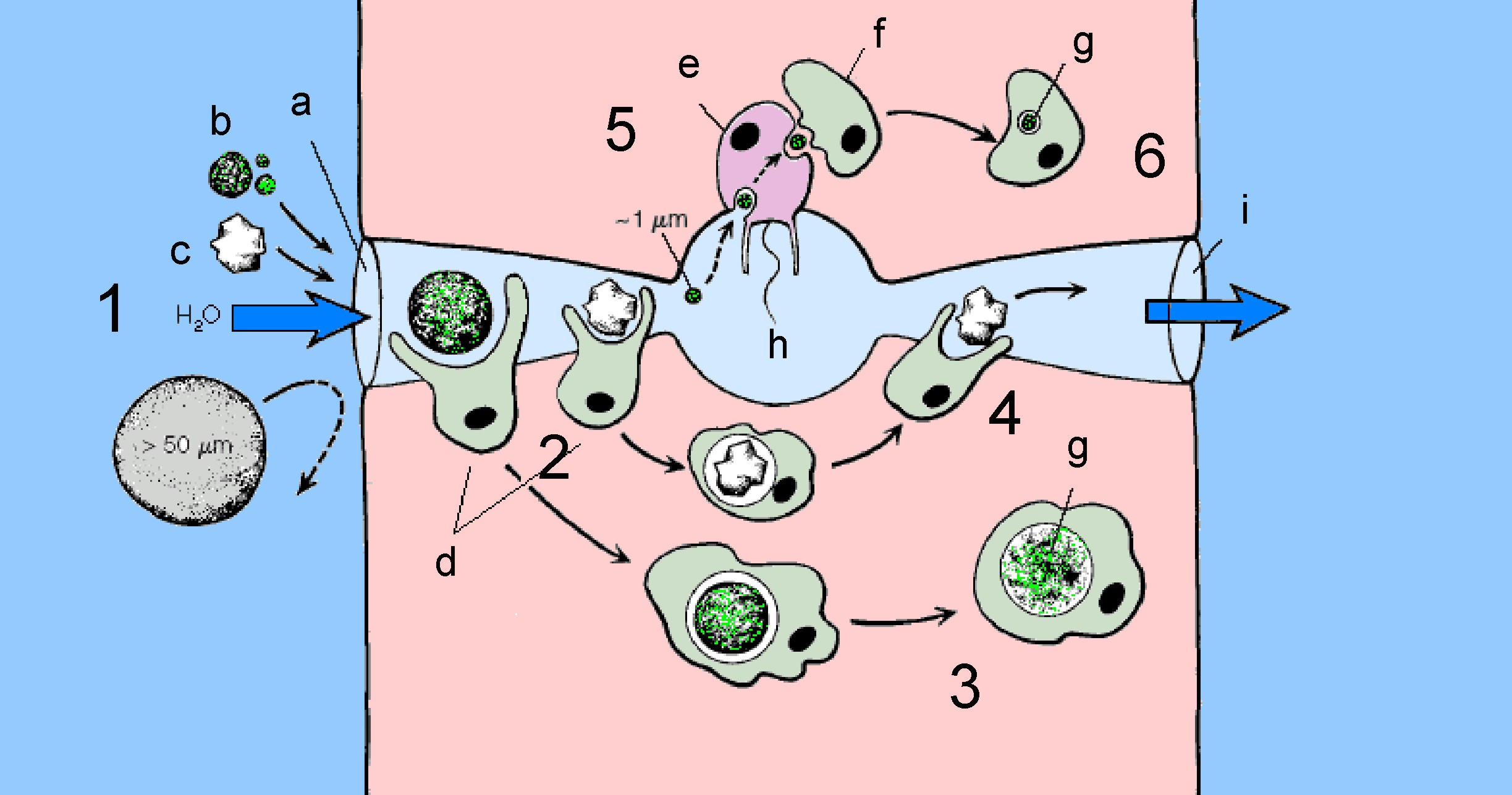
Processus de nutrition par filtration de l'eau d'une éponge syconoïde ou leuconoïde (a : pore inhalant ; b : particule organique ; c : particule inorganique ; d et f : amibocyte (phagocyte) ; e : choanocyte ; g : vacuole digestive ; h : corbeille vibratile ; i : pore exhalant).

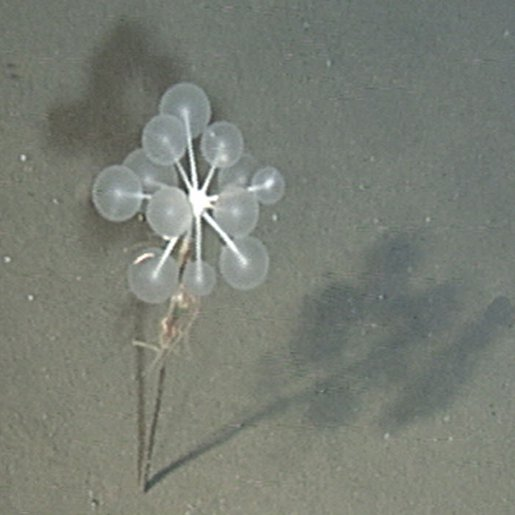
L'éponge carnivore Chondrocladia lampadiglobus, photographiée à 2714 m de profondeur sur la dorsale du Pacifique est.

La grande majorité des éponges sont suspensivores et consomment principalement des bactéries, des débris organiques et des algues unicellulaires. Une éponge d'un volume de 10 cm3 peut filtrer 22 litres d'eau par jour.
Certaines espèces pourraient même filtrer 10 000 à 20 000 fois leur volume d'eau en une seule journée. Seules les particules de diamètre inférieur à 50 µm seront aspirées. Celles dont le diamètre varie entre 1 et 50 µm seront phagocytées par des amibocytes, celles dont le diamètre est inférieur à 1 µm seront phagocytées par des choanocytes.
1 : l'eau, chargée de particules en suspension, entre par les pores inhalants.

2 : les grosses particules sont phagocytées par les amibocytes.

3 et 6 : les particules organiques subissent une digestion intracellulaire dans les vacuoles digestives des amibocytes.
4 : les particules inorganiques (par exemple les grains de sable) sont expulsées vers le pore exhalant.
5 : les petites particules parviennent jusqu'à la corbeille vibratile, où elles sont phagocytées par les choanocytes, puis transférées à des amibocytes.
Toutefois, des éponges carnivores ont été découvertes, comme Asbestopluma hypogea ou certaines espèces des genres Cladorhiza et Chondrocladia, qui capturent de petits crustacés grâce à leurs spicules agissant comme des crochets sur la carapace de ses proies,.

### Capacités de résistance et de régénération
Les éponges sont capables de se régénérer, même si elles sont écrasées, râpées et tamisées afin de dissocier complètement les cellules (expérience de Wilson, Galstoff et Fauré-Frémiet) : les cellules sont capables de se ré-associer spontanément pour former de nouveaux individus.
Ces capacités sont utilisées pour multiplier les éponges de toilette par une méthode appelée bouturage (qui diffère du bouturage chez les végétaux) : les individus de bonne taille et de bonne qualité sont coupés en morceaux (en général en 4 ou 8), puis taillés en forme sphérique ; chaque morceau redonnera un individu entier en reprenant sa croissance.
Elles peuvent aussi subir une déshydratation importante (être hors de l'eau) pendant plusieurs années et revivre une fois replongées dans leur biotope naturel. Elles possèdent aussi une forme de résistance et d'attente appelée gemmule. En revanche, elles sont généralement très sténohalines (elles ne supportent pas les variations de salinité).
Les éponges résistent globalement bien aux variations d'acidité (à part les éponges calcaires), et pourraient être les grandes gagnantes du réchauffement climatique et de l'acidification des océans : on observe déjà dans de nombreux récifs de corail un remplacement progressif des coraux par des éponges, notamment aux Caraïbes.
Selon des études récentes, les éponges peuvent atteindre des âges très avancés, surtout celles vivant dans les océans froids et qui ont une croissance très lente. Cette étude estime l'âge des Cinachyra antarctica (Démosponges) de grandes tailles à environ 1 550 ans (entre 1 050 et 2 300 ans), et celles des plus grandes Scolymastra joubini (Hexactinellides de la famille des Rossellidae) à au moins 13 000 ans (âge minimum donné par la modélisation) et au plus 15 000 ans (âge au-delà duquel la zone de vie des spécimens étudiés était exondée),,. Cela ferait de ces éponges parmi les plus vieux êtres vivants au monde.

### Reproduction

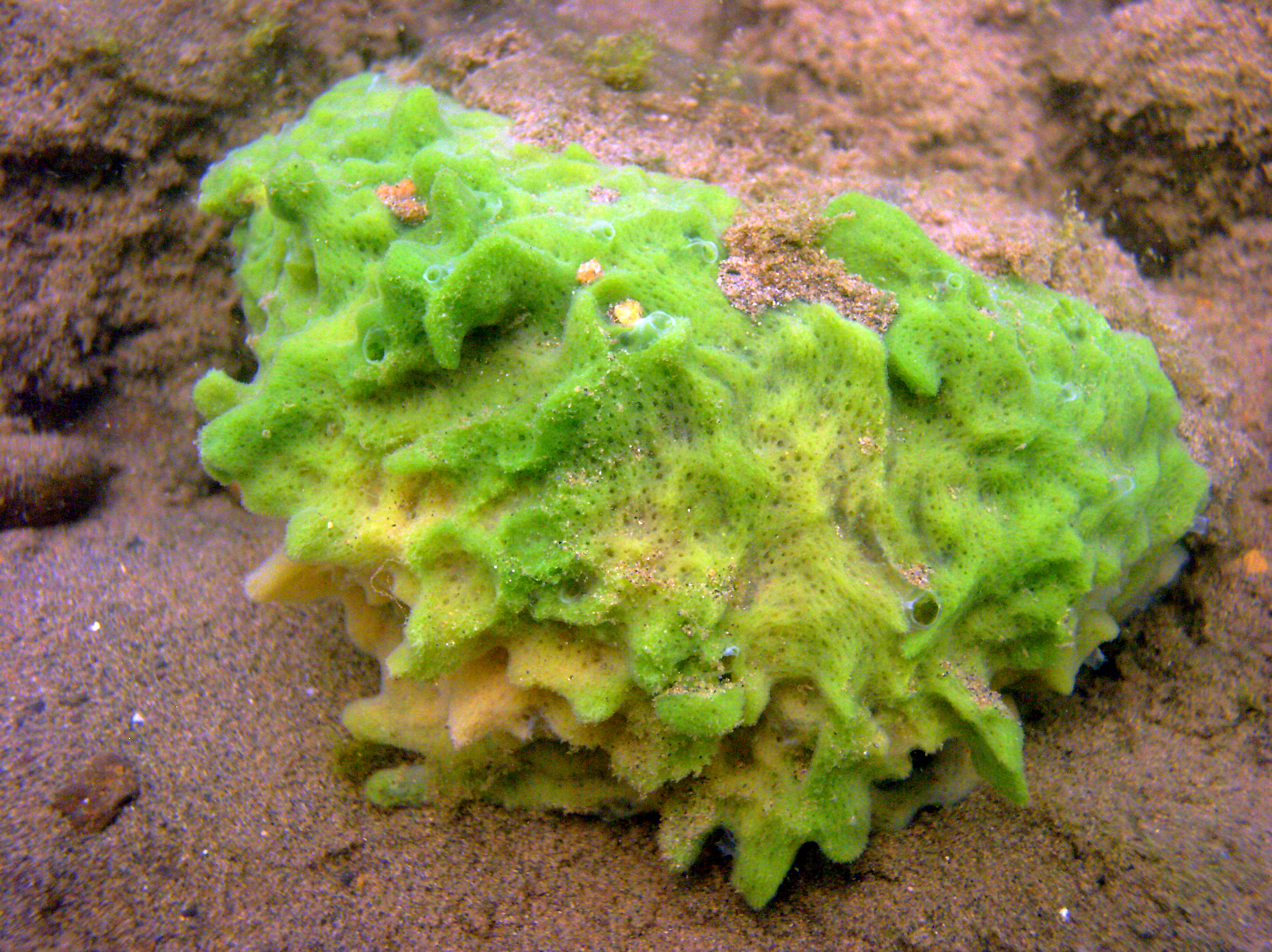
Une éponge d'eau douce Spongilla lacustris.

#### Reproduction sexuée
Les éponges peuvent être gonochoriques (cas général chez les éponges calcaires) ou hermaphrodites (cas général chez les éponges siliceuses). Les gamètes (spermatozoïdes et ovules) proviennent de la différenciation de certains amibocytes. Selon d'autres auteurs, ils proviendraient d'amibocytes ou de choanocytes dédifférenciés.
Si, dans ce groupe, la spermatogenèse est classique, l'ovogenèse présente des particularités. Lorsque les ovocytes I sont formés, chacun s'associe à deux choanocytes dédifférenciés qui seront annexés par l'ovocyte.
Autre particularité, les éponges présentent une fécondation indirecte : les spermatozoïdes, expulsés par un individu et ayant pénétré dans une autre éponge, seront capturés par des choanocytes différenciés. Ces derniers se dédifférencient en archéocytes, deviennent alors mobiles, pénètrent dans la mésoglée où se trouvent les ovules, et y transportent les spermatozoïdes.
Les éponges sont le plus souvent vivipares : après la fécondation, l’œuf se développe dans la mésoglée puis devient une larve nageuse (larve amphiblastula chez la plupart des espèces, ou parenchymula chez certaines éponges siliceuses), recouverte de flagelles, qui est libérée dans le milieu extérieur. La faible proportion de larves qui réussissent à survivre vont se fixer sur un support et se métamorphoser en éponge adulte.

#### Reproduction asexuée
Les éponges peuvent également se reproduire de façon asexuée. Des fragments détachés peuvent reformer une éponge entière (voir le paragraphe « Régénération »). Elles peuvent aussi produire des bourgeonnements de cellules indifférenciées, protégées par une coque solide, l'ensemble étant appelé gemmule (sauf chez certaines Hexactinellides, où ces « bourgeons » possèdent des cellules déjà différenciées et sont appelées sorites). Les gemmules (ou sorites) sont généralement libérées à la mort de l'individu et, si les conditions sont favorables, s'ouvriront et donneront de nouveaux individus.

## Répartition et habitat

### Répartition

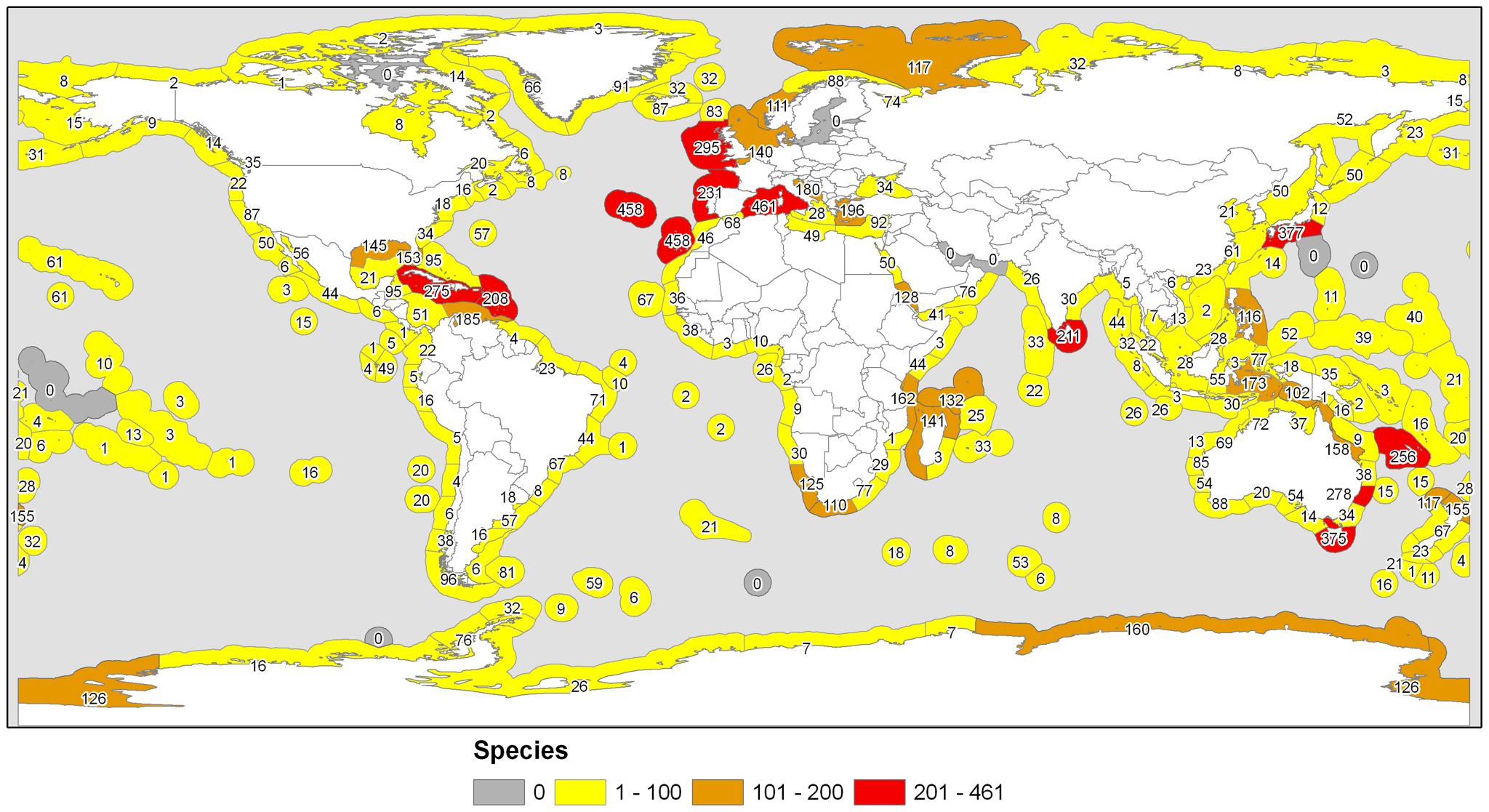
Diversité globale des éponges marines.

La plupart sont marines, mais il existe une cinquantaine d’espèces d'éponges d'eaux douces, toutes de la famille des Spongillidae. Par exemple, la spongille Spongilla lacustris vit fixée sur les cailloux, des branches immergées ou des végétaux aquatiques, en eau douce.
Leur répartition couvre tous les océans du globe et mers attenantes.
Les éponges calcaires sont plus courantes dans les eaux tempérées, alors que les démosponges sont généralement présentes dans les eaux plus chaudes. Ces deux groupes se rencontrent le plus souvent dans les eaux peu profondes, mais certaines démosponges vivent plutôt, de même que les hexactinellides, dans les zones bathyales et abyssales, où elles s'ancrent au sédiment meuble grâce à des spicules spécialisés. Les espèces de démosponges vivant dans les eaux plus froides contiennent beaucoup moins de spongine, qui peut alors se réduire à de simples plaques basales ou juste enrober les spicules siliceux.

### Habitat

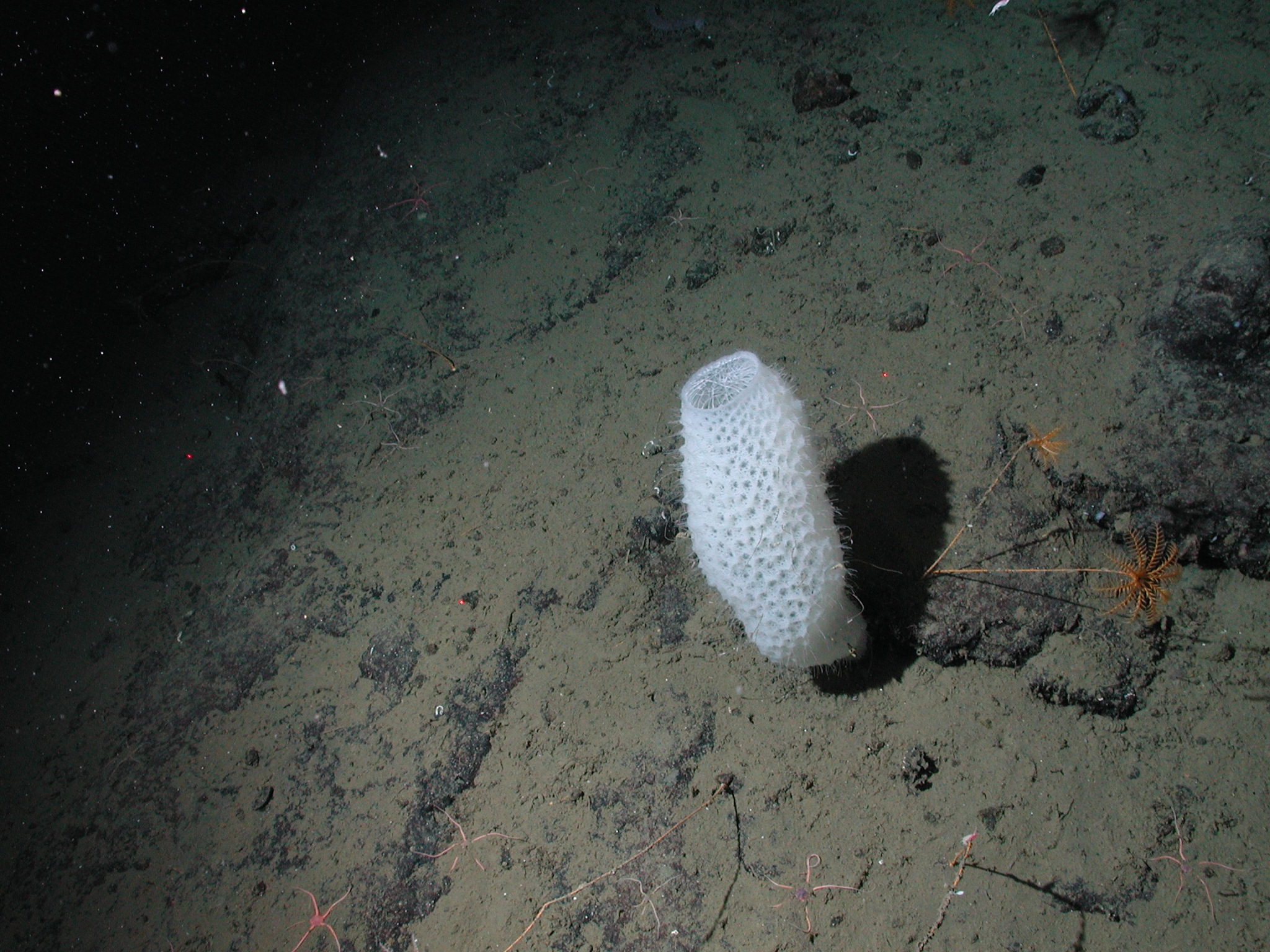
Euplectella aspergillum, une espèce d'éponge siliceuse des eaux profondes (2572 m).

Les éponges sont, sauf exceptions, sessiles, c'est-à-dire des animaux sédentaires qui vivent sur un support. Ce dernier peut être de nature variée : roche dure, sédiment meuble, coquilles, carapaces de crustacé décapode, polypiers, etc.
Elles sont particulièrement bien représentées dans les zones littorales où la nourriture est abondante, entre 6 et 20 mètres de profondeur, mais certaines espèces peuvent vivre jusqu'à 8 600 m de profondeur.

## Rôle écologique desPorifera

### Commensalisme et mutualisme

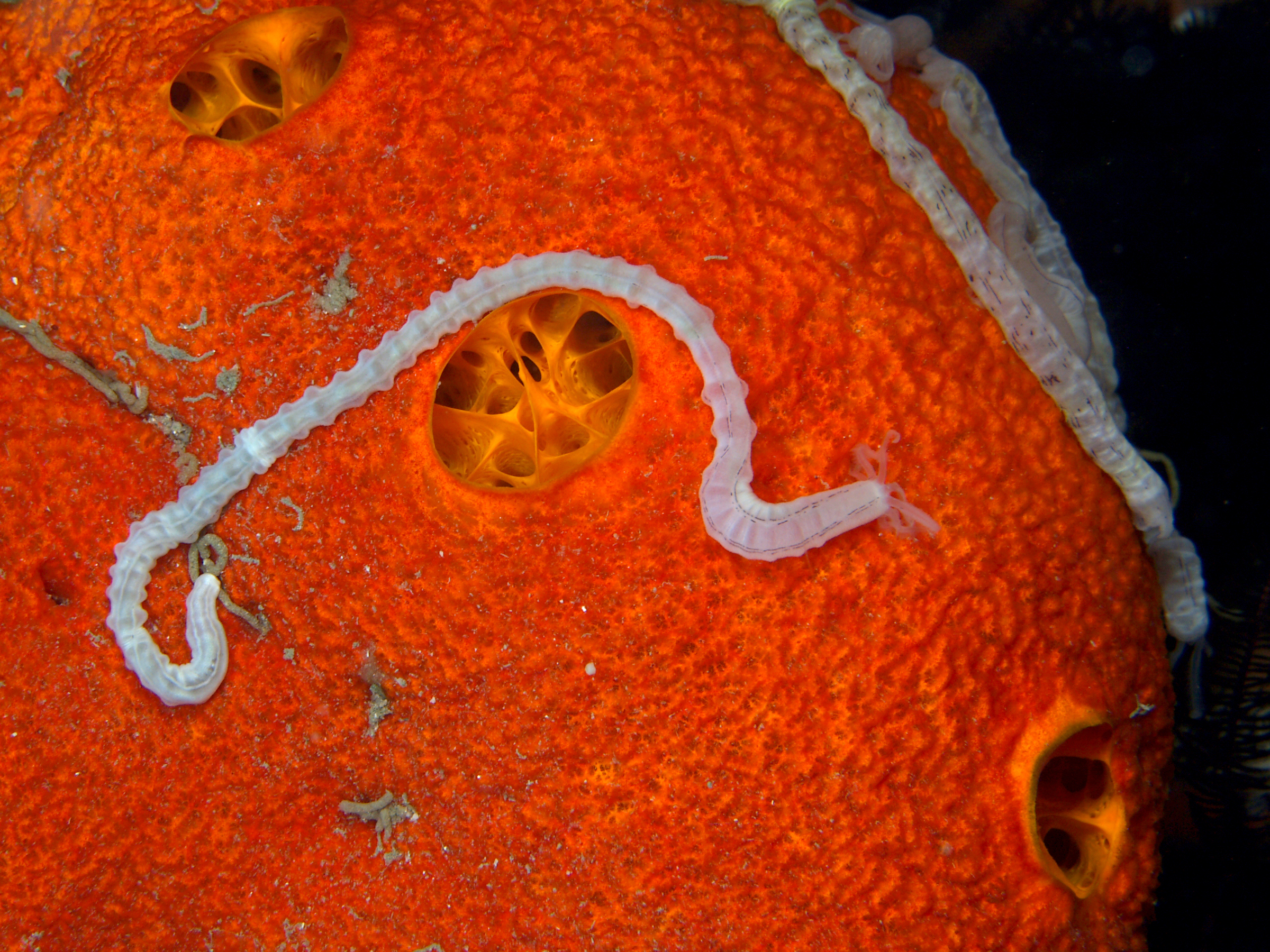
Des concombres de mer (synaptula lamperti) sur une éponge (Plakortis sp.).

Les éponges peuvent servir d’abris à de multiples animaux dits commensaux qui profitent des apports en nourriture que leur fournit l'éponge hôte, comme des crevettes avec les espèces du genre Euplectella, ou les larves de certains insectes Névroptères qui s'abritent dans certains Spongillidae, ou certaines espèces de Cnidaires du genre Parazoanthus, qui s'installent sur des éponges pour profiter du courant d'eau permanent généré par ces dernières. Il peut aussi exister des associations de type mutualisme, comme Suberites domuncula, qui peut se fixer sur la coquille abritant un bernard l'ermite: ce dernier se trouve ainsi protégé par l'éponge immangeable, qui, elle, profite des débris alimentaires et reliefs de repas du crustacé. Certaines éponges peuvent s'associer à des algues unicellulaires (comme Spongilla lacustris avec des chlorelles), sans que cette association prenne un caractère obligatoire. La plupart des éponges marines s'associent à des bactéries (principalement des genres Pseudomonas et Aeromonas) ; chez certaines (ordre des Verongida), la masse bactérienne peut atteindre 40 % de la masse corporelle de l'éponge. Les éponges sont aussi les seuls animaux connus à vivre en symbiose avec des cyanobactéries. Wilkinson (1983) a démontré que six des dix espèces d'éponges les plus communes de la grande barrière de corail sont, grâce à leurs symbiotes photosynthétiques, davantage producteurs primaires que consommateurs, et qu'elles dégagent trois fois plus de dioxygène grâce à cette photosynthèse qu'elles n'en consomment par respiration.

### Parasitisme et lutte contre la prédation

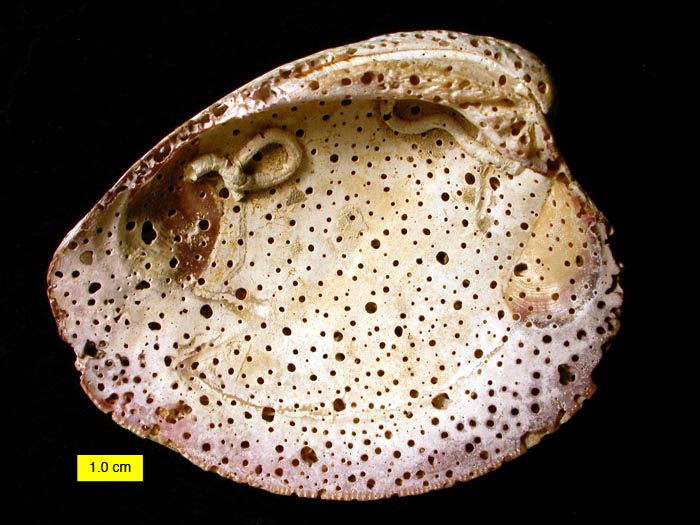
Trous laissés par une éponge, ici sur une coquille de Mercenaria mercenaria, trouvée en Caroline du Nord.

Il existe d’autre part des éponges parasites dont certaines espèces capables de dissoudre très efficacement la roche calcaire, ou la coquille de certains coquillages. C'est le cas par exemple de Cliona celata qui se fixe sur des coquilles d’huîtres et peut les transpercer.
Certaines éponges sont connues pour être très toxiques pour certains organismes marins. C'est le cas notamment des Aaptos aaptos, Chondrilla nucula, Tethya actinia, Spheciospongia vesparium et Suberites domuncula. De plus, les spicules qui forment le squelette de certaines éponges les protègent d'un grand nombre de prédateurs, du fait du caractère nocif des fines aiguilles de calcaire ou de silice pour la muqueuse intestinale. Les tortues imbriquées sont les seuls tétrapodes à être spongivores. La patelle, le bigorneau, certaines étoiles de mer, certains poissons et les Dorididae sont régulièrement spongivores. Une espèce d'éponge littorale de la mer des Antilles, Fibula nolitangere provoque par contact de dangereuses inflammations, d'où son nom scientifique (fibula est l'épingle en latin, et nolitangere signifie ne touchez pas).
D'autres substances permettant de se défendre contre des prédateurs ou micro-organismes parasites ont été découvertes. Ces substances présentent un intérêt pharmacologique : la spongopurine possède des propriétés antivirales[réf. nécessaire], la theonelladine A ∼ D (une pyridine) présente des propriétés antitumorales. D’autres molécules possèdent des propriétés antibiotiques.

### Cycle biogéochimique du calcium
Certaines éponges ont participé à des bioconstructions dans l'histoire de la Terre : constructions à archéocyathidés du Cambrien, rôle prépondérant des stromatopores dans les zones les plus turbulentes des récifs siluro-dévoniens, biohermes (récifs bioconstruits) à spongiaires de l'Oxfordien… À l'inverse, certaines éponges, comme les espèces du genre Cliona, ont un rôle dans le cycle biogéochimique du calcium dans les océans en décomposant les roches ou les coquilles calcaires.
La masse de sédiments produite à partir de cette bioérosion par les éponges perforantes est considérable.
Certaines éponges marines et leurs associations symbiotiques jouent un rôle particulier à l'égard du phosphore dont en séquestrant le phosphore sous forme de polyphosphate.

### Les récifs de demain?
Les récifs de coraux, qui abritent la moitié de la biodiversité marine mondiale, sont gravement impactés par le réchauffement climatique et l'acidification des océans. Or, il s'avère que les éponges sont relativement indifférentes à ces deux phénomènes, et tolèrent également de plus hauts niveaux de pollution que le corail : ainsi, comme cela se voit déjà dans certaines régions des Caraïbes, il n'est pas impossible que le XXIe siècle voit le remplacement progressif des récifs de corail par des récifs d'éponges, ce qui devrait cependant donner lieu à des écosystèmes extrêmement différents.

## Classification

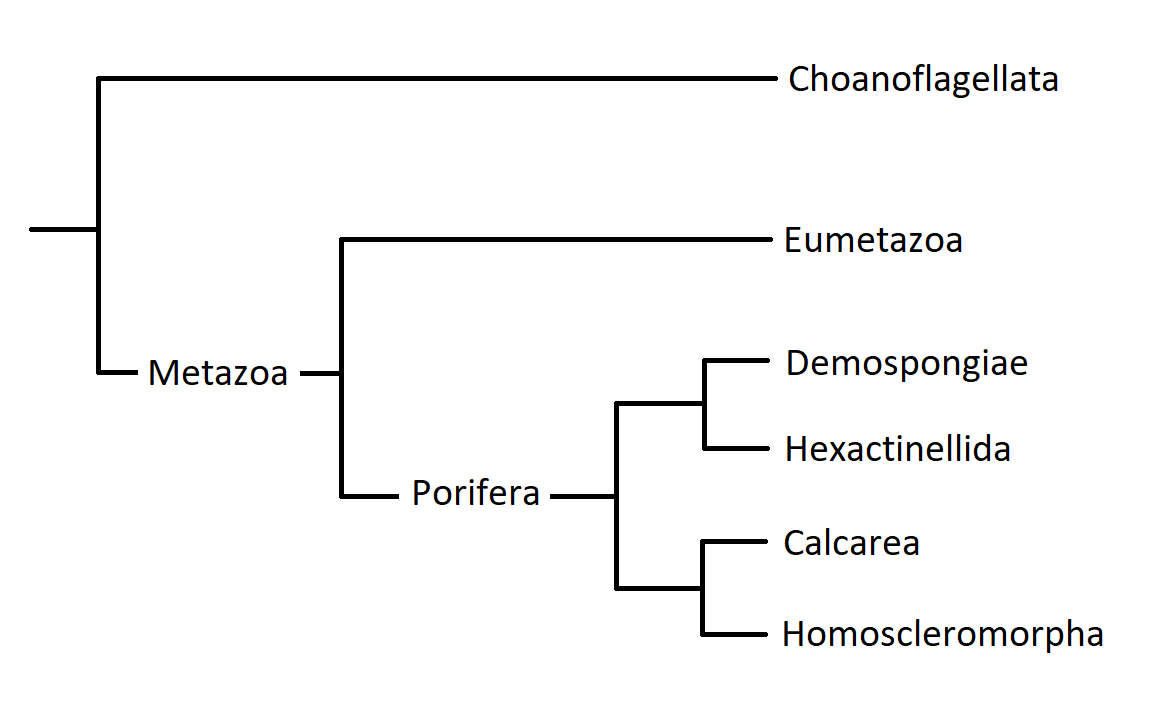
Phylogénie actuelle des Porifera.

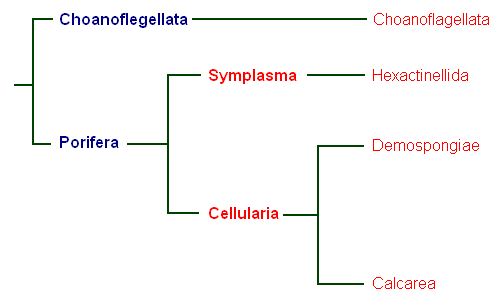
Une phylogénie plus ancienne.

Les spongiaires sont un groupe très ancien, très abondant dans les sédiments paléontologiques, formant l'embranchement basal des métazoaires et le groupe frère des eumétazoaires.
Ce n'est qu'en 1765 que les éponges, jusqu'alors considérées comme des végétaux, sont reconnues comme étant des animaux. Dans les années 1970, des fossiles anciens ont permis d'attribuer aux spongiaires divers groupes autrefois considérés comme des cnidaires. Au début des années 2000, avec le développement de la systématique moléculaire, il a été possible de vérifier les hypothèses concernant l'homologie morphologique et les hypothèses évolutives qui en découlent. Un fragment de l'ARNr 28S de plusieurs espèces d'Astrophorida a été séquencé. Celles qui ont été examinées présentaient de nombreuses particularités morphologiques et certains de ces caractères ont pu être réévalués d'après les données moléculaires. Les résultats sur l'ordre des Astrophorida sont en contradiction avec la classification historique. La classification risque d'en être bouleversée.
Des études de phylogénies moléculaires ont récemment montré que les homoscleromorphes ne sont pas des démosponges et forment donc une Classe d'éponges bien à part.
Les spongiaires ou éponges représentent environ 9000 espèces réparties dans différents ensembles :
- Les éponges siliceuses
  - Les démosponges : possèdent des spicules siliceux à une, trois ou quatre pointes, ou un mélange de spicules siliceux et de fibres de spongine, ou uniquement des fibres de spongine. L'éponge de toilette fait partie des démosponges.
  - Les homoscléromorphes :…
  - Les hexactinellides ou éponges de verre : ont des spicules siliceux à six pointes. Elles sont rares à moins de 200 m de profondeur. Elles atteignent leur plus grande diversité entre 200 m et 600 m (zone bathyale).
- Les éponges calcaires : ont un squelette de carbonate de calcium. De taille réduite, les calcisponges sont plus abondantes et plus diversifiées dans les eaux peu profondes (< 100 m).
- Les archéocyathidés est un groupe disparu à la fin du cambrien.

Leurs noms scientifiques en classification classique sont, selon World Register of Marine Species (1er mars 2016) :
- classe Calcarea Bowerbank, 1864 - éponges calcaires
- classe Demospongiae Sollas, 1885 - démosponges
- classe Hexactinellida Schmidt, 1870 - hexactinellides
- classe Homoscleromorpha Bergquist, 1978 - homoscléromorphes

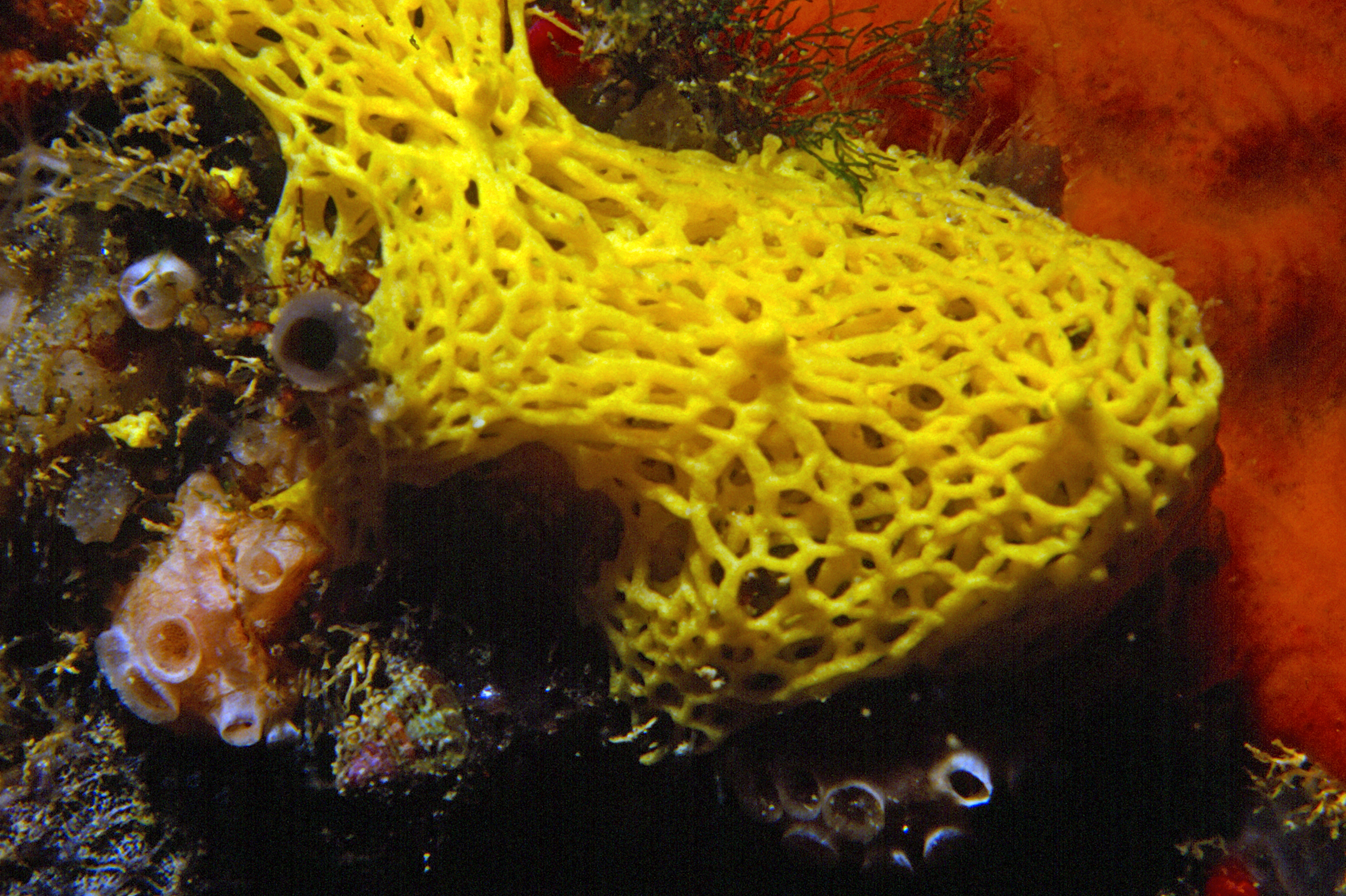
Les éponges calcaires
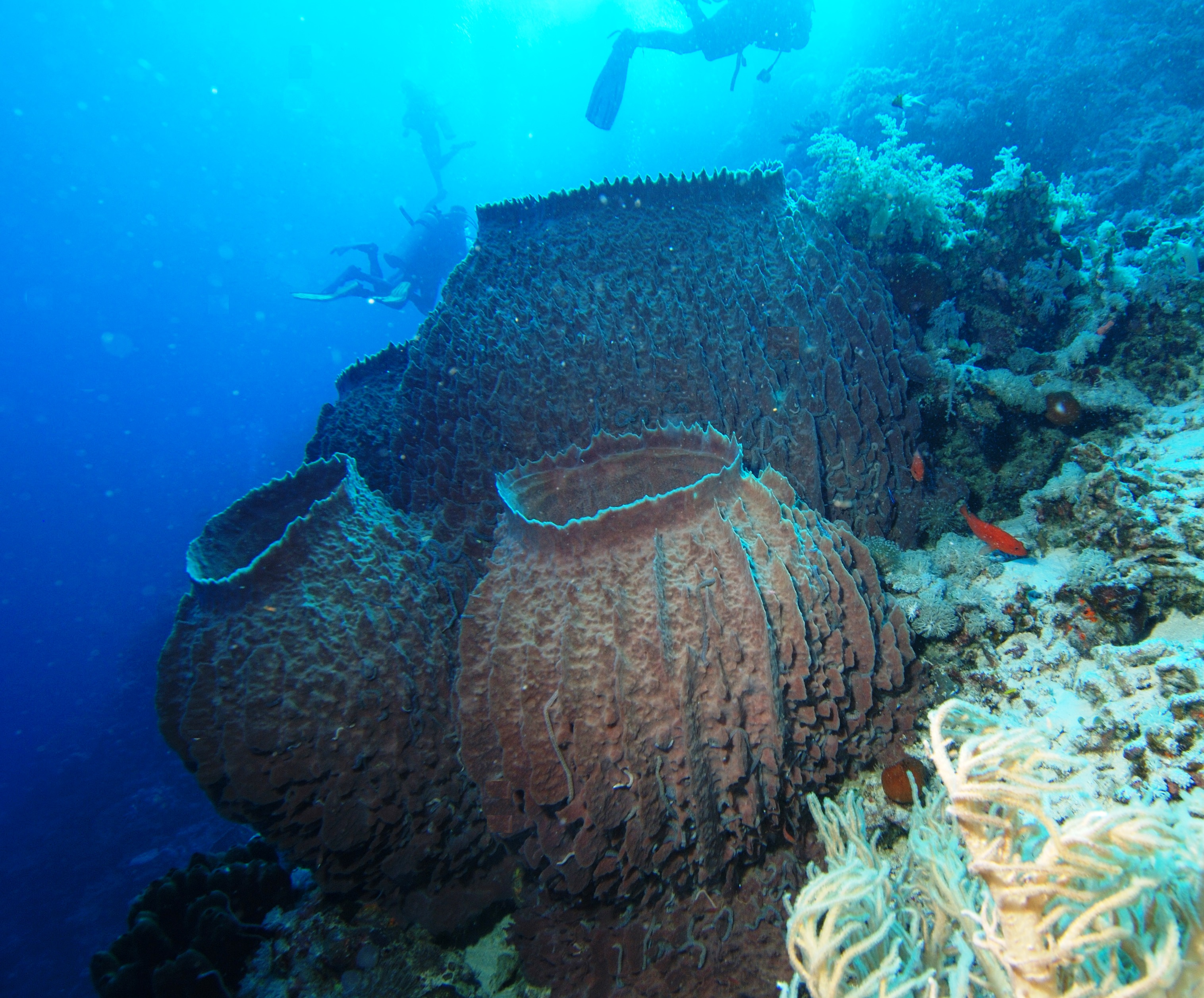
Les démosponges
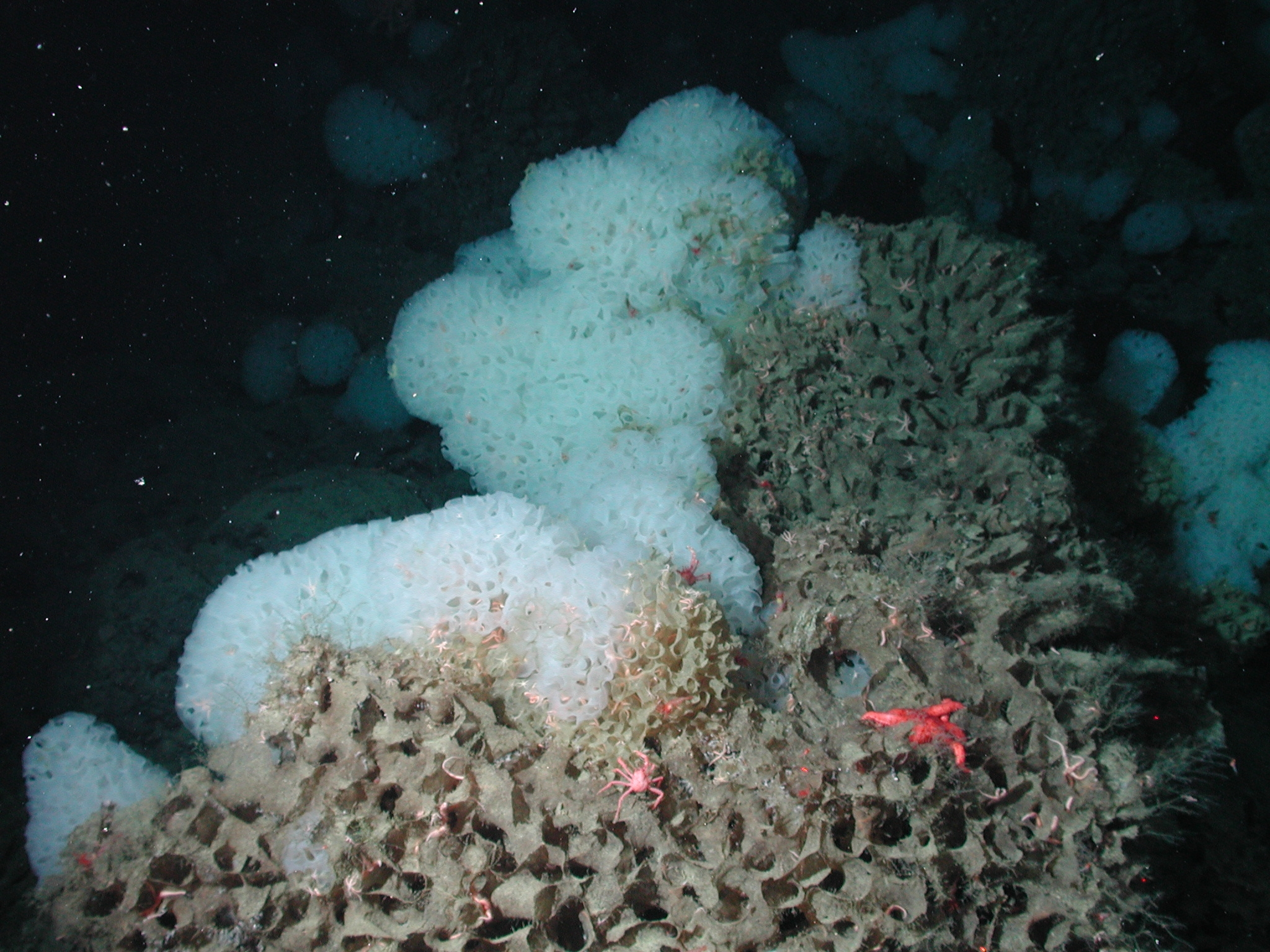
Les éponges hexactinellides ou éponges siliceuses.
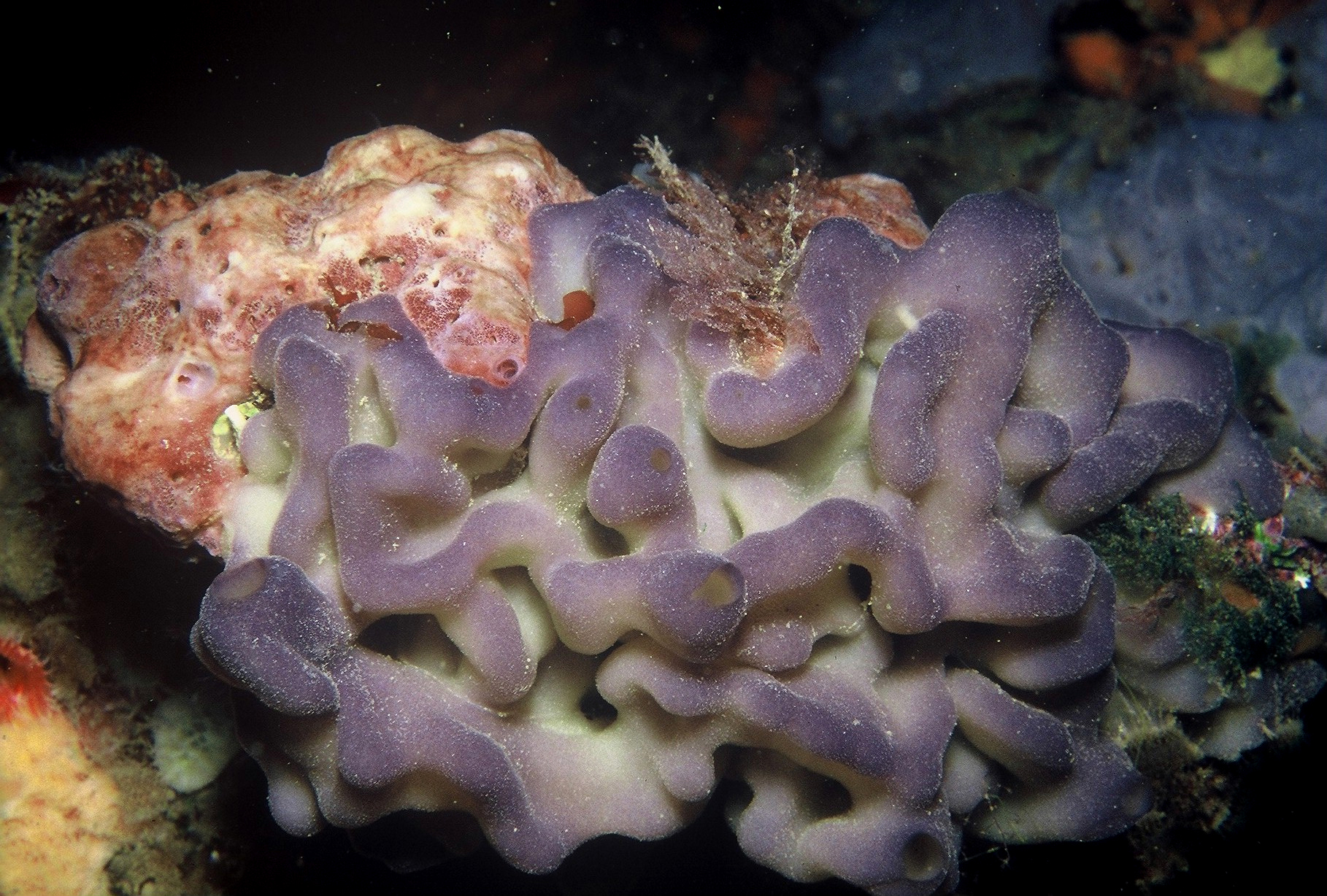
Les homoscléromorphes

## Fossiles

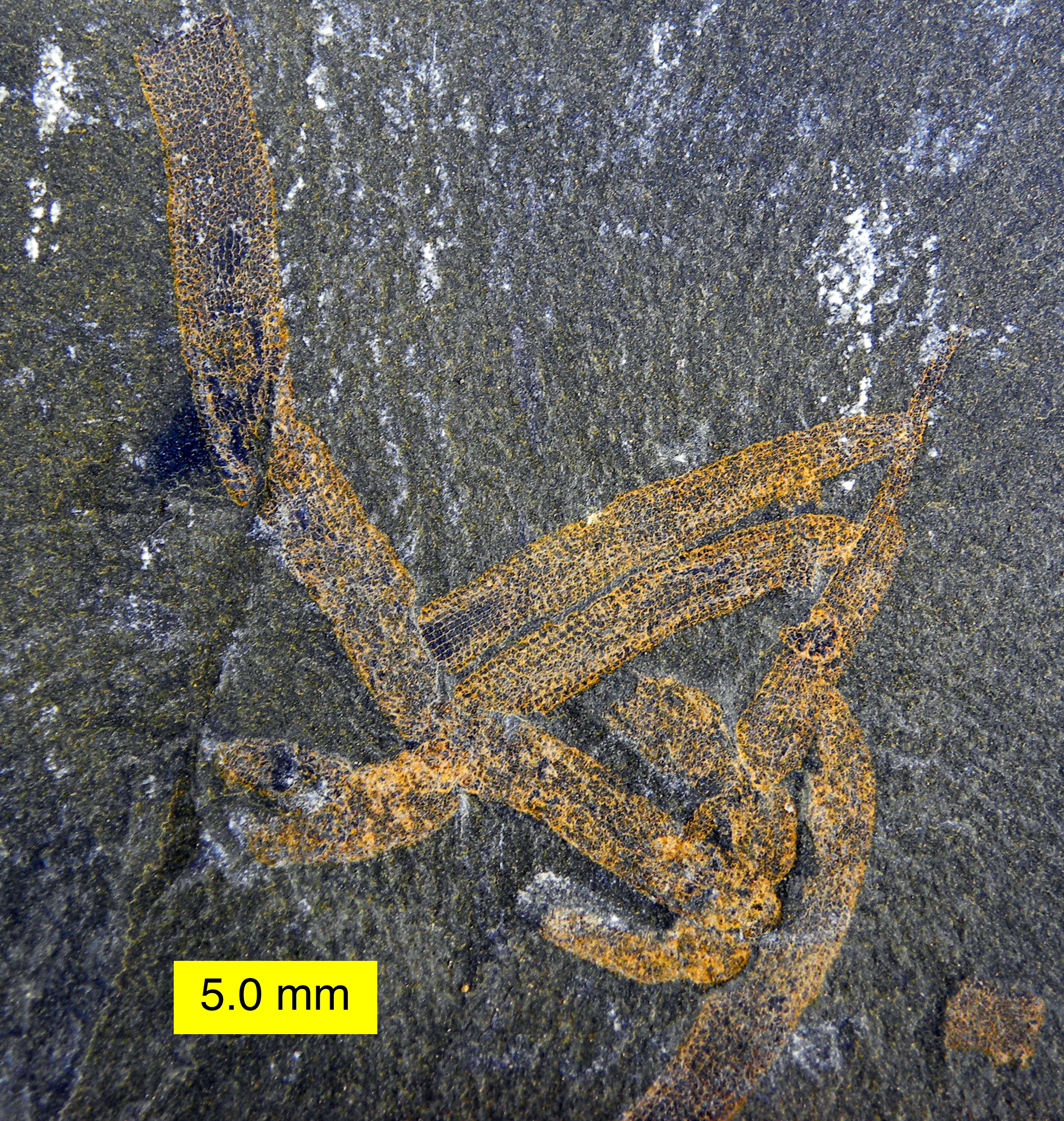
Vauxia du gisement des schistes de Burgess (Cambrien).

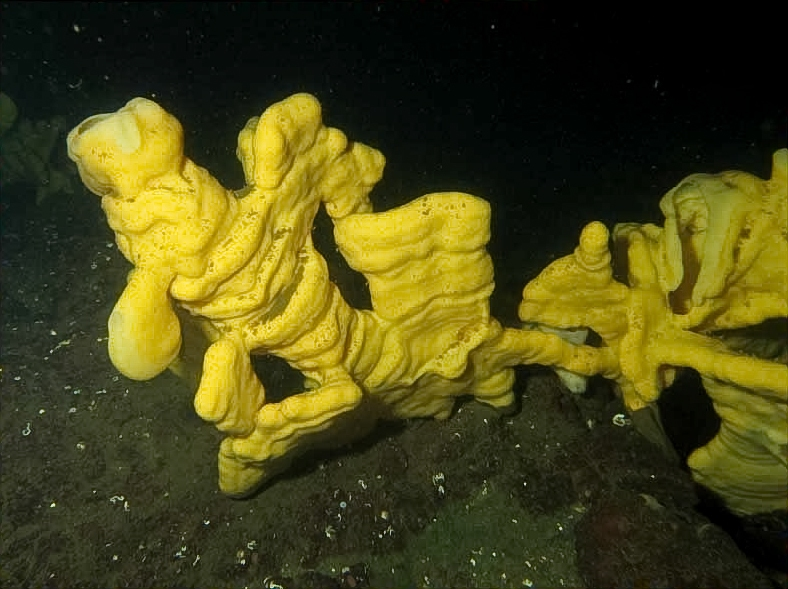
Aphrocallistes vastus est l'une des espèces bioconstructrices qui peuvent former un récif d'éponges.

Les plus anciens fossiles d'éponge connus ont longtemps été ceux de la faune de Burgess, datant du Cambrien (genre Vauxia). Des études ont montré qu'il s'agissait de démosponges, éponges évoluées, ce qui prêtait à penser que ce groupe existait en fait depuis beaucoup plus longtemps. En 1996, Gehling and Rigby identifièrent et décrivirent une éponge, Paleophragmodictya, de la faune d'Ediacara en Australie, datant de la fin du Précambrien (Édiacarien). Les spécimens révélaient un réseau de spicules ressemblant à celui existant dans les hexactinellides.
Les éponges du Paléozoïque et du Mésozoïque participaient activement à la construction de massifs récifaux sous-marins, et vivaient dans des eaux marines peu profondes.
Les récifs d'éponge du groupe des Hexactinellidés ont d'abord été identifiés dans les couches du Trias moyen pour atteindre leur plein développement au Jurassique tardif avec un récif discontinu de 7 000 km s'étendant dans les bassins adjacents nordiques de la Téthys et de l'océan Atlantique Nord. Cette chaîne de récifs d'éponge est la plus grande biostructure connue à avoir jamais existé sur Terre. Au Jurassique, pour de raisons inconnues les hexactinellides ont quasiment disparu des eaux peu profondes pour coloniser des profondeurs qui sont, sauf exception, d'au moins 200 m.
La structure histologique fondamentale des éponges n'est pas perceptible à l'état fossile, et la détermination de l'espèce doit se faire par l'étude microstructurale, ce qui oblige à connaître l'ensemble des éponges existantes lors du processus de biominéralisation. Les spicules, dans certaines roches, sont si abondants qu'ils peuvent en constituer l'élément principal. C'est le cas des gaizes et spongolites.
Depuis 2014 quelques communautés récifales de grandes tailles composées d'Hexactinellida, Aphrocallistes vastus (Heterochone calyx appartenant à un groupe animal parmi les plus anciens de la planète) ont été découverts, d’abord près de l’île Anvil (la troisième plus grande des îles de Howe Sound, en Colombie-Britannique) puis à proximité en mer des Salish (Colombie-Britannique) à l’aide d’un sonar et d’une caméra télécommandée. Par chance, ces communautés vivent à une profondeur permettant d’envoyer facilement un engin habité (alors que ces animaux filtreurs vivent habituellement entre 500 et 3 000 m. Ces assemblages de plus de 10 000 ans abritent des Sebastes et des crevettes. Les spécialistes pensaient que ce type de récifs avait disparu depuis le Jurassique. Ils sont explorés avec l’aide d’un petit sous-marin habité par l’Aquarium de Vancouver et la Marine Life Sanctuary Society (ONG de biologistes marins et de science citoyenne». Discovery Channel a pu utiliser le sous-marin de l’expédition pour filmer ces éponges en direct. C’est la première fois que ces écosystèmes sont observés. Ce site a été baptisé « Clayton Bioherm ». Une étude de 2021 rapporte la découverte de fossiles d'éponges vieux de 890 Ma.

## Les éponges et l'homme

### Histoire: spongiaires et naturalistes
Les spongiaires européens sont restés longtemps méconnus des naturalistes.

En 1751, l'Encyclopédie de Diderot et d'Alembert décrit ainsi ces animaux, encore très mystérieux à l'époque : 

« EPONGE, s. f. spongia, (Hist. nat.) substance légère, molle & très poreuse, qui s’imbibe d’une grande quantité d’eau à proportion de son volume. On avait mis l’éponge au rang des zoophytes ; on a crû aussi que c’était une plante, jusqu’à ce que M. Peyssonel, médecin de Marseille, ait découvert que l’éponge était formée par des insectes de mer, de même que beaucoup d’autres prétendues plantes marines. »

En 1900 encore, le Dr. Ernest Rousseau écrivait que le littoral belge était « fort pauvres en Spongiaires », mais qu'« il a suffi de quelques dragages effectués par M. E. Van Beneden il y a peu d'années pour lui permettre de trouver trente-trois espèces de Spongiaires (Topsent, Arch. Biol., XVI, 1900) alors que le nombre des espèces connues jusqu'alors était très restreint (trois dans les travaux de P. J. Van Beneden, quatre dans la Faune de Belgique, par Lameere). À en juger par les listes données par Topsent (Spongiaires du Pas-de-Calais [Rev. biol. du nord de la France, VII, 1894]), Maitland (Prodiome de la faune des Pays-Bas et de la Belgique flamande), Lameere [Faune de Belgique), etc., ainsi qu'une liste des Spongiaires de Hollande obligeamment communiquée par M. Vosmaer, on arrive à un total d'environ quatre-vingts espèces qui se rencontreront probablement chez nous. ».

### Services écosystémiques

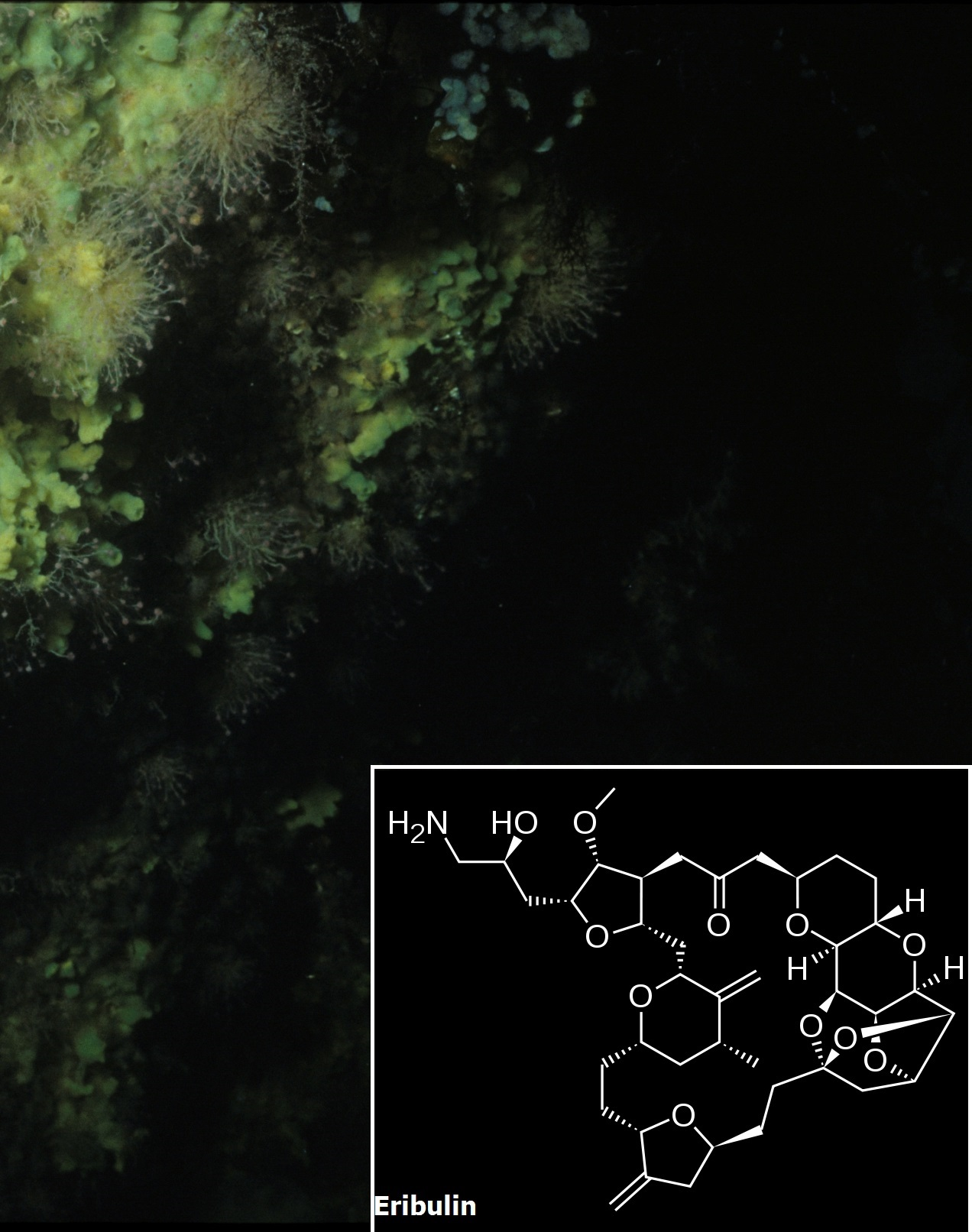
L', extraite de l'éponge japonaise Halichondria okadai, est à l'origine de la synthèse de l'éribuline, médicament anticancéreux.

Les éponges fournissent de nombreux services écosystémiques.
Espèces ingénieurs, elles ont la capacité, en s'installant, de créer des micro-habitats riches en nutriments qui hébergent une diversité faunistique importantes. L'enfouissement de leurs squelettes joue un rôle majeur dans le cycle géochimique de la silice océanique. Leur capacité de filtration (jusqu’à 10 000 litres d'eau en une journée) en fait des bons candidats comme agents de bioremédiation,. Ce pouvoir de filtrage en fait également des candidats à être l'échantillonneur d'e-ADN (ou ADN environnemental) le plus simple et le plus efficace de l'océan, constituant un outil de « vidéosurveillance sous-marine ». Organismes fixés, ils ont développé des armes chimiques pour se défendre contre les prédateurs, ces substances étant utilisées pour fabriquer des médicaments ou des produits répulsifs en écologie.

#### Les éponges naturelles

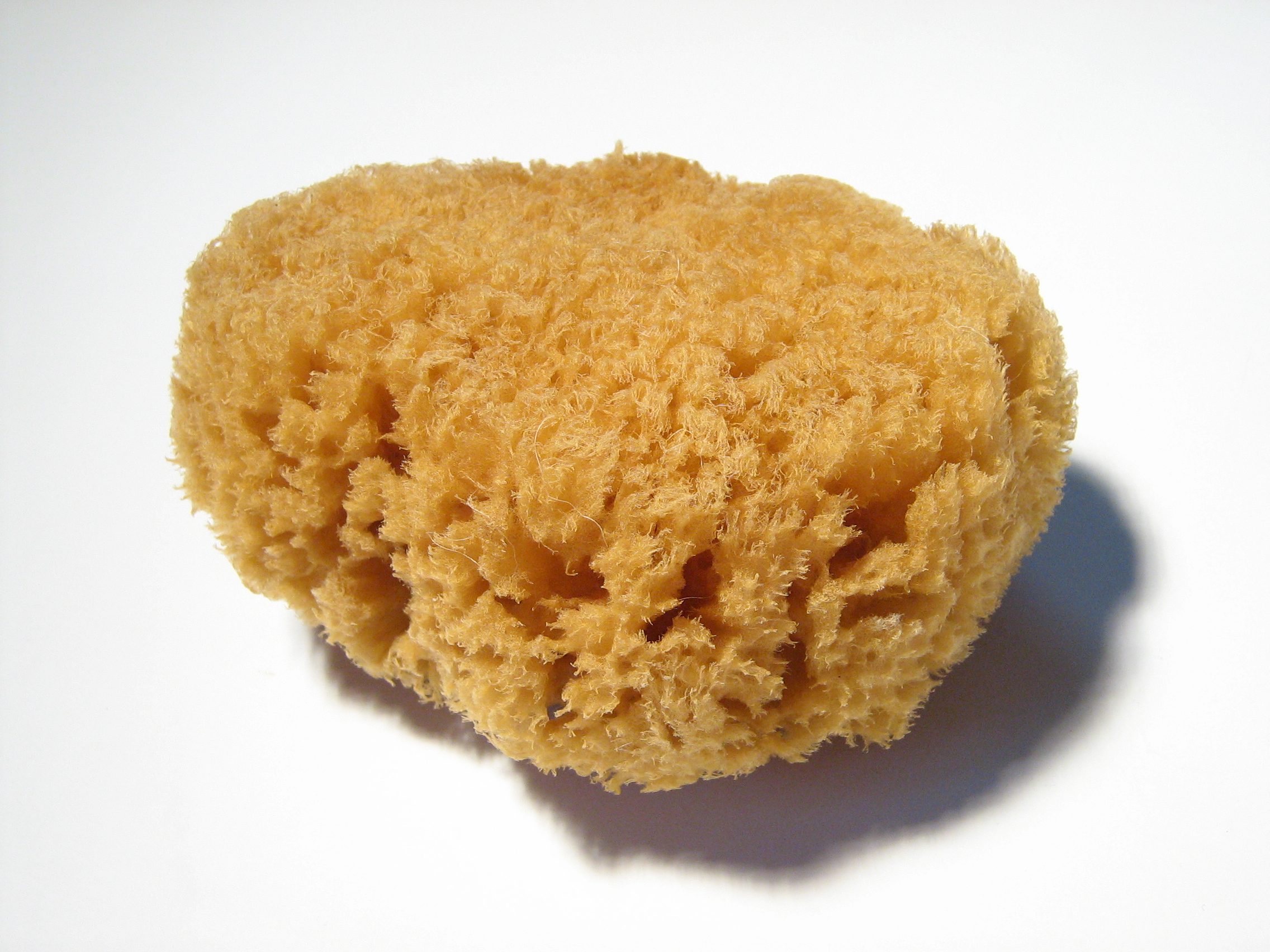
Une éponge de toilette naturelle.

Les spongiaires sont utilisés depuis plusieurs millénaires comme éponges avec une importante activité de pêche remontant à l'Antiquité dans les îles grecques du Dodécanèse et notamment à Kalymnos, l'« île des pêcheurs d'éponges ».
L’éponge commercialisée n’est en fait que le squelette d’une démosponge (Spongia par exemple) qui provient des mers tempérées chaudes. Ce squelette est constitué d'un réseau de fibres entremêlées composées d'une matière organique, la spongine.
La spongine est une scléroprotéine iodée qui a comme particularité d'absorber l'eau et, ce faisant, de gonfler, acquérant douceur et élasticité. Elle est capable d'absorber d'autres liquides, même non aqueux.
Les espèces les plus couramment utilisées comme éponges naturelles sont celles du genre Spongia, mais d'autres espèces d'origines différentes peuvent aussi être utilisées, comme celles du genre Hippospongia,.

#### Pêche et préparation des éponges

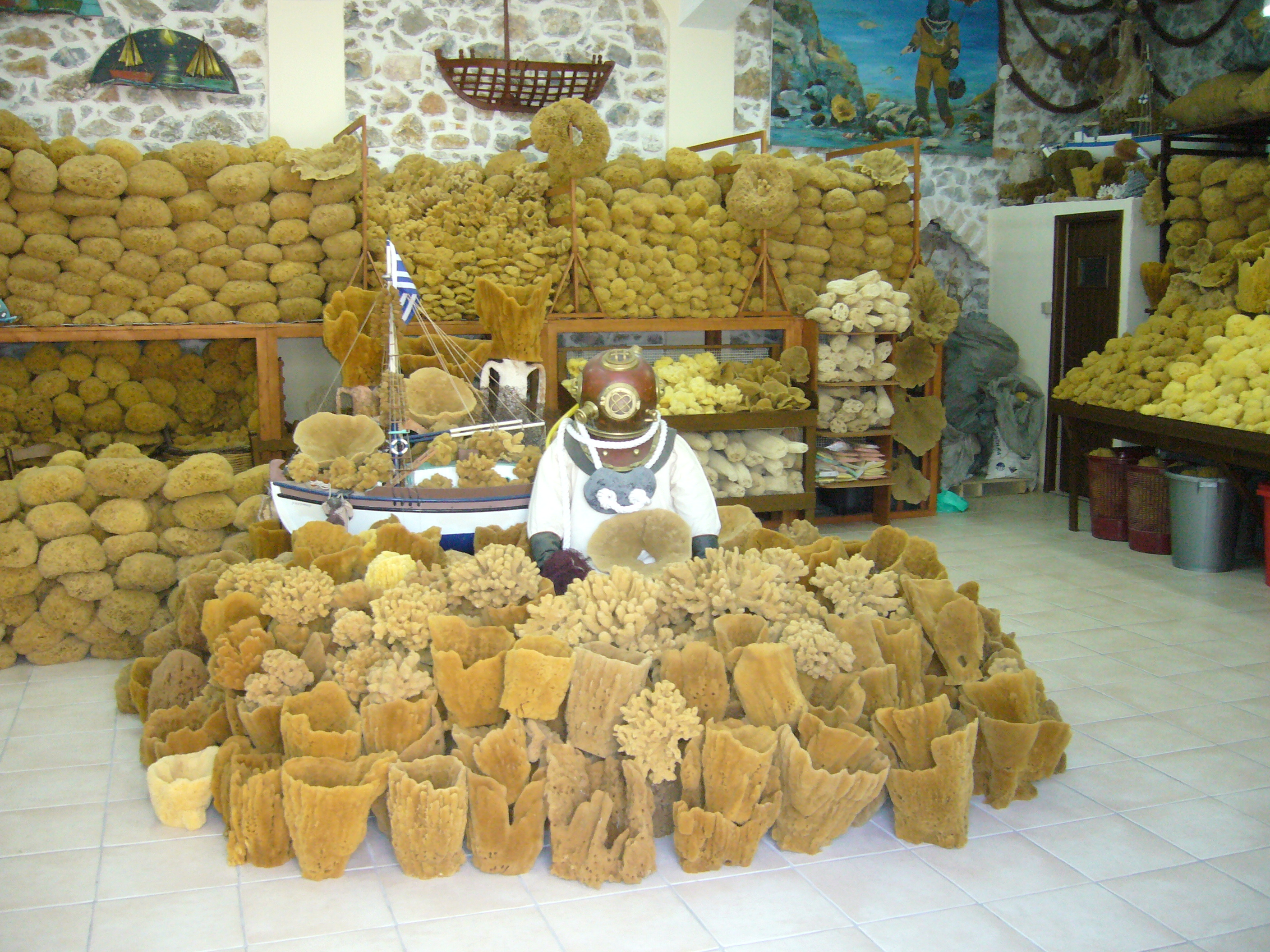
Des éponges naturelles en vente à Kalymnos (Dodécanèse, Grèce).

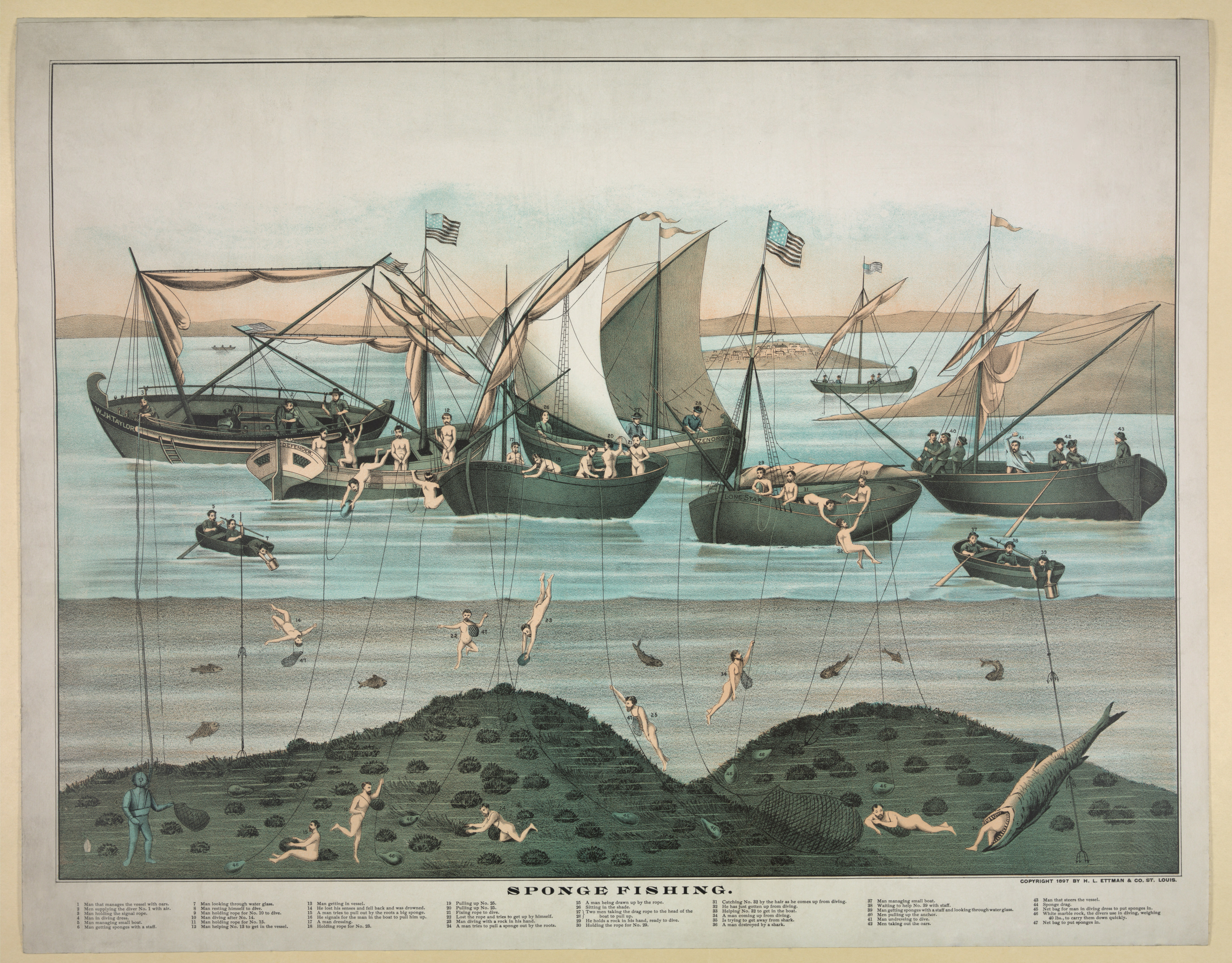
Plongeurs pêcheurs d'éponges et leurs équipes de soutien. Lithographie de 1897 (Bibliothèque du Congrès, Washington).

La pêche sous-marine de l'éponge était effectuée à mains nues et en apnée depuis l'antiquité. À partir de 1860, elle commence à être réalisée en Grèce en scaphandre à casque, généralement relié à la surface par un narguilé. À partir des années 1950, les éponges sont récoltées en scaphandre autonome.
Cette pêche se pratique essentiellement en Méditerranée, mais aussi en mer Rouge, le long des côtes d'Amérique centrale et en Australie. Une fois remontées, les éponges sont lavées à grande eau et pressées pour débarrasser le squelette de spongine de toutes les parties vivantes. Puis elles subissent de nouveaux lavages, notamment dans des solutions chlorées afin de les blanchir.
Selon la mythologie grecque, le dieu Glaucos aurait été, à l'époque où il était encore mortel, le premier pêcheur d'éponges et aurait même créé un véritable centre de pêche à l'éponge en mer Égée.
Dans l'Antiquité, outre l'utilisation pour la toilette, l'usage des éponges était multiple : 
- elles pouvaient servir à porter des liquides à la bouche, comme de l'eau, du vin ou de la posca. Selon l'évangile de Jean, un soldat romain donne à boire du vinaigre à Jésus crucifié à l'aide d'une éponge[55]. Cette éponge devint une relique sous le nom de Sainte Éponge ;
- elles pouvaient aussi être imbibées de miel et données aux enfants en guise de sucette[54] ;
- elles pouvaient être placées dans les casques ou sous les armures, afin d'amortir les chocs[54] ;
- elles étaient encore utilisées pour laver et soigner les blessures, ou comme pessaires ;
- lors d'une épidémie, elles étaient utilisées comme masque et on s'en servait aussi comme fumigatoires en les brûlant (ce qui pouvait avoir une certaine efficacité, vu leur forte teneur en iode)[26] ;
- elles étaient enfin utilisées pour effacer les écrits sur les papyrus et les parchemins[54].

#### Aquaculture
L'aquaculture des éponges est en plein développement dans de nombreux pays tropicaux (notamment la Micronésie et Zanzibar), avec pour débouchés le marché des cosmétiques naturels et l'industrie pharmaceutique (qui exploite certaines molécules rares produites par certaines éponges). C'est une culture très rentable car peu coûteuse, très productive, et avec un impact environnemental nul voire positif, puisqu'il s'agit d'animaux filtreurs capables de dépolluer les eaux malsaines.

#### Autres usages des éponges
Les éponges à spicules siliceux ont elles aussi été utilisées dans l'histoire humaine. Les jeunes filles russes, par exemple, se frottaient autrefois les joues pour les rougir avec une poudre constituée de spicules siliceux d'éponge broyés. Les Indiens d'Amérique du Sud mêlaient des fragments d'éponge à l'argile utilisée pour fabriquer leurs poteries, pour rendre le matériau plus résistant et plus compact.
Les éponges sont de nos jours aussi utilisées en chirurgie, pour le tannage des cuirs, la céramique et dans le cas des éponges les plus fines, en bijouterie et en lithographie. Elles sont parfois utilisées comme protection hygiénique (éponges menstruelles) ou comme éponges contraceptives, méthode de contraception locale en association avec une substance spermicide,.
Elles sont enfin une source de bio inspiration (biomimétique), par exemple pour produire de la « biosilice » (voie de silicification n'ayant pas recours à des températures élevées ni à des pH extrêmes comme c'est le cas aujourd'hui dans l'industrie. En conditions physiologiques des organismes comme le plancton siliceux ou les éponges siliceuses savent en effet biosynthétiser des structures siliceuses très pures et parfois extrêmement complexes dans les nanodimensions. Cette voie peut notamment intéresser l'optoélectronique et l'ingénierie du tissu osseux. Ceci nécessite de maitriser des phases de nucléation, de croissance contrôlée, ainsi qu'une précipitation à l'état d'équilibre.

### Les éponges et la culture
- Bob l'éponge est le personnage principal de la série animée éponyme. Il a été créé par le biologiste et réalisateur américain Stephen Hillenburg en 1999.
- L'écrivain belge Amélie Nothomb se qualifie très souvent d'éponge, et même d'« éponge lyrique » (cf. dans l'émission Nom de dieux, en 2009). Elle fait ainsi référence à son système physiologique très particulier, fondé sur une passivité faussement végétative, et sur sa capacité à absorber des masses de données quasi illimitées.
- La capacité d'absorption de l'éponge est mise en exergue dans des expressions telles que « boire comme une éponge », où l'individu est considéré comme imbibé d'alcool. De même, dans l'expression « être une vraie éponge », l'analogie réside dans la capacité d'un individu à absorber les connaissances ou savoir-faire.
- « Passer l'éponge » renvoie au fait qu'on utilisait une ardoise pour noter les dettes d'un individu à la craie. Passer l'éponge consistait donc à effacer les dettes… et les oublier.
- « Jeter l'éponge » s'utilise pour signifier que l'on abandonne - par exemple : un combat, un débat, une épreuve. Lors d'un combat de boxe, le coach jetant à terre l'éponge utilisée pour rafraîchir son boxeur, signifie ainsi l'abandon de ce dernier.